# 山森三香
山森三香（日语：やまもり 三香、10月8日—）是日本漫画家。石川縣金澤市大野町出身，現居大阪府。

## 經歷
2005年以〈君のクチビルから魔法〉獲得第2回AM新人漫畫大賞第2名出道，作品刊登於《The Margaret》。2016年底以《椿町的寂寞星球》獲得《這本漫畫真厲害！2017》女生篇第5名，2017年作品《白晝的流星》真人版電影化。
2019年結束《椿町的寂寞星球》連載後，與雜誌《瑪格莉特》間的專屬契約也終止，移籍至《別冊FRIEND》。2021年底以《皎潔深宵之月》獲得《這本漫畫真厲害！2022》女生篇第4名

## 相關人物
山森與漫畫家幸田百子、シタラマサコ、森下suu、里中實華是好友。